# 南浦西站
南浦西站是广州地铁22号线的一个建设中车站，位於中国广东省广州市番禺区东新高速高架桥西侧。

## 车站结构

### 车站楼层
本站共设有四层。地面为车站各出入口，周边为东新高速高架桥、西乡三路、南浦西三村、敏捷金月湾小区等建筑及农田；地下一层为连接出入口及站厅的转换层；地下二层为车站站厅；地下三层为车站设备区；地下二層為22號綫月台。
| 地下一层 | 缓冲平台                   | 来往出入口及站厅 安檢設施            |  |  |
| 地下二层 | 站厅                       | 售票機、客服中心、商店、警务室       |  |  |
| 地下三层 | 设备区                     | 车站设备                             |  |  |
| 地下四层 | 1 站台                     | █22号线 芳村方向（下站：南漖）       |  |  |
|          | 岛式站台（卫生间、母婴室） |                                      |  |  |
|          | 2 站台                     | █22号线 番禺广场方向（下站：陳頭崗） |  |  |

### 出入口
南浦西站开通初期将设有三个出入口供乘客进出。

## 历史
2020年6月，本站由工程名“西三站”更名为正式站名“南浦西站”。
2020年4月30日，本站正式开始建设；2022年12月15日，本站主体结构封顶，成为22号线后通段首座封顶车站。

## 未来发展
未来本站将成为22号线和19号线的换乘站。但19号线为远期线路，目前的预留情况未知。